# Margot Klestil-Löffler

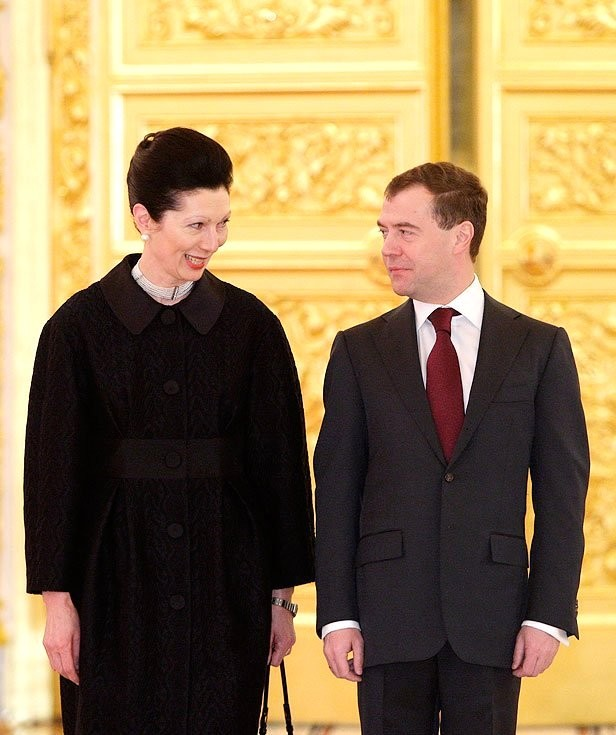
Margot Klestil-Löffler mit dem russischen Präsidenten Medwedew, 2010

Margot Klestil-Löffler (* 4. März 1954 in Dobersberg, Niederösterreich) ist eine österreichische Diplomatin und Slawistin. Sie ist die Witwe des ehemaligen österreichischen Bundespräsidenten Thomas Klestil.

## Leben und Wirken
Nach diplomatischen Stationen in Moskau und Bangkok wurde Margot Löffler als Mitarbeiterin in das Büro des damaligen Generalsekretärs im Außenministerium, Thomas Klestil, berufen. Für die Bundespräsidentenwahl 1992 leitete sie den Wahlkampf Klestils, aus welchem dieser erfolgreich hervorging. Im Anschluss wechselte sie mit dem neuen Bundespräsidenten vom Außenministerium in die Präsidentschaftskanzlei.
Während Thomas Klestils erster Amtsperiode wurde ihr Verhältnis mit dem noch verheirateten Präsidenten öffentlich, was Klestil im konservativen Lager Österreichs viele Sympathien kostete. Edith Klestil trennte sich im Jänner 1994 von ihrem Ehemann; die Ehe wurde im September 1998 geschieden. Am 23. Dezember 1998 heirateten Margot Löffler und Thomas Klestil.
Während ihrer Zeit als „First Lady“ blieb sie Beamtin im österreichischen Außenministerium, zunächst als Leiterin des Büros des Generalsekretärs, dann als Leiterin der Abteilung für Amerika.
Nach Klestils Tod am 6. Juli 2004, zwei Tage vor dem Auslaufen seiner zweiten Amtsperiode als Bundespräsident, wurde sie im September desselben Jahres von Bundespräsident Heinz Fischer auf Vorschlag der Bundesregierung Schüssel II zur Botschafterin Österreichs in der Tschechischen Republik ernannt.
2009 wurde sie vom Bundespräsidenten auf Vorschlag der Bundesregierung Faymann I als österreichische Botschafterin in der Russischen Föderation nach Moskau berufen und war dort bis Ende 2014 tätig. Dann war sie bis 2018 alternierende Generalsekretärin der Zentraleuropäischen Initiative in Triest, wurde aber dann nach Wien zurückberufen. Wenig später trat sie in den Ruhestand.
Margot Klestil-Löffler, die mit den russischen Präsidenten Wladimir Putin und Dmitri Medwedew eng befreundet ist, wurde 2018 von der damaligen Außenministerin Karin Kneissl zur Russland-Beauftragten ernannt. Sie war auch bei der Hochzeit Kneissls anwesend, die Präsident Putin besuchte.
Margot Klestil-Löffler studierte Slawistik und spricht fließend Russisch.

## Auszeichnungen
Im September 2009 erhielt Klestil-Löffler das „Silberne Komturkreuz des Ehrenzeichens für Verdienste um das Bundesland Niederösterreich“. Sie ist auch Trägerin des Großkreuzes des Verdienstordens der Italienischen Republik.